# Mary Scott (poète)
Mary Scott (1751/52-1793), devenue Mary Taylor après son mariage, est une poète britannique originaire de Milborne Port, Somerset. Remarquable pour ses contributions littéraires, Scott est l'auteur de « The Female Advocate » en 1774, un ouvrage prônant la participation des femmes à l'écriture et à la littérature.

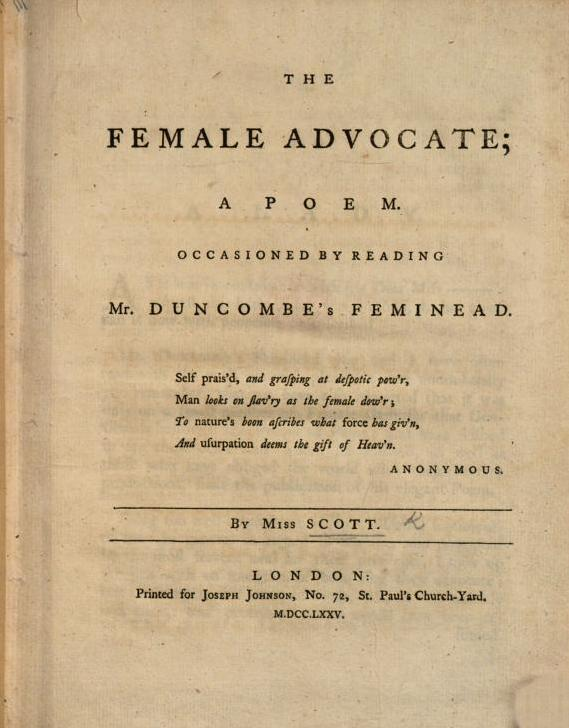
Page de titre de The Female Advocate de Mary Scott (1774)

## Biographie
Le père de Scott est drapier en lin. On ne sait pas grand chose de sa vie avant la publication de The Female Advocate, dédié à son amie Mary Steele, en 1774. Scott attribue à The Feminead (1754) de John Duncombe, un poème faisant l'éloge des réalisations des femmes écrivains, l'inspiration de son propre poème.
Le poème se compose de 522 vers de distiques rimés ; il complète celui de Duncombe et traite d'écrivains plus contemporains. Parmi les poètes mentionnés figurent Lucy Aikin, Anna Laetitia Barbauld, Mary Chudleigh (en), Sarah Fielding, Anne Killigrew, Catharine Macaulay, Catherine Parr, Helen Maria Williams et Phillis Wheatley.
Les hommes sont également loués : Duncombe ; le révérend Thomas Seward, auteur de The Female Right to Literature, in a Letter to a Young Lady from Florence (1766) ; William Steele, pour son soutien aux écrits de sa fille et Richard Pulteney (1730-1801), un ami et médecin qui a encouragé Scott.
Elle commence une correspondance avec Anna Seward, dont elle a fait l'éloge du père dans The Female Advocate, et les lettres publiées par Seward sont la source de beaucoup de choses connues sur la vie de Scott. Dans la préface de The Advocate, Scott mentionne une mauvaise santé persistante et semble en effet avoir été à moitié invalide. Elle vit avec ses parents jusqu'à la trentaine, prenant soin de sa mère malade jusqu'à sa mort en 1787. Son père meurt en 1788 et Scott est libre, après plus d'une décennie de cour, d'épouser John Taylor, un mariage auquel sa mère s'est opposée de son vivant.
Scott fait partie d'un cercle de dissidents protestants et est profondément religieuse, par conséquent, lorsque son mari, qui l'avait autrefois convaincue de se convertir à l'Unitarisme, embrasse le Quakerisme, elle subit des tensions considérables. Scott donne naissance à une fille en 1789 et à un fils en 1791 (son fils, John Edward Taylor, fonde ensuite le Manchester Guardian). Elle meurt à la fin de sa troisième grossesse, en 1793, à l'âge de quarante et un ans.

## Travaux
- Mary Scott, The Female Advocate; a poem occasioned by reading Mr. Duncombe's Feminead, London, Joseph Johnson, 1775 (lire en ligne)
- "Verses Addressed to Miss Seward, on the Publication of her Monody on Major André," The Gentleman's Magazine (June 1783)
- The Messiah. A Poem, in Two Parts. Published for the benefit of the General Hospital at Bath ([Bath]: R. Cruttwell, 1788.)